# 汉密尔顿 (2020年电影)
《汉密尔顿》（英語：Hamilton）是一部2020年的美国音乐电影，由2015年百老汇音乐剧的现场录像制成，后者灵感来自于罗恩·切尔诺2004年创作的传记《亚历山大·汉密尔顿》。该影片由托马斯·凯尔导演和制作，由林·曼努埃尔·米兰达制片、编写、创作。米兰达和百老汇音乐剧原作中的演员们同台登场，并在剧中饰演第一任财政部长、美国开国元勋亚历山大·汉密尔顿。 
《汉密尔顿》原定于2021年10月15日在剧院上映。然而，为应对2019冠状病毒病全球大流行，该影片已于2020年7月3日在Disney+上以數位形式在全球范围内上映。该影片的视觉效果、表演、及导演受广泛好评。